# A zecea victimă

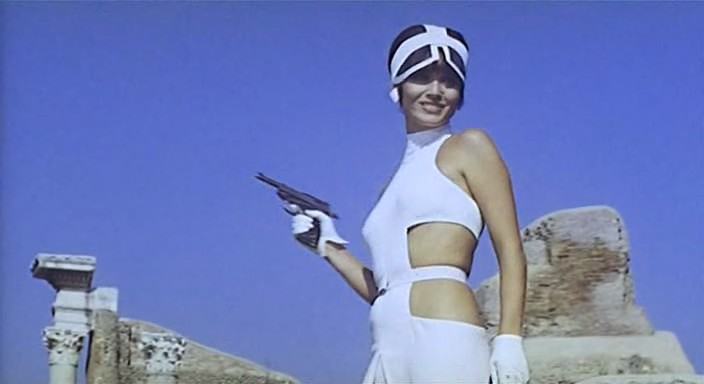
Elsa Martinelli in The 10th Victim (1965).

A zecea victimă (titlu original: italiană La decima vittima) este un film SF distopic. Este o coproducție franco-italiană din 1965 regizat de Elio Petri în limba italiană și engleză. Rolurile principale au fost interpretate de actorii Marcello Mastroianni și Ursula Andress, cu Elsa Martinelli și Salvo Randone în rolurile scundare.
Scenariul este bazat pe povestirea  „A șaptea victimă” ("Seventh Victim") a scriitorului american Robert Sheckley și care a apărut inițial în revista Galaxy Science Fiction din aprilie 1953.

## Distribuție
- Marcello Mastroianni – Marcello Polletti
- Ursula Andress – Caroline Meredith
- Elsa Martinelli – Olga
- Salvo Randone – Professor
- Massimo Serato – Lawyer
- Milo Quesada – Rudi
- Luce Bonifazi (ca Luce Bonifassy) – Lidia
- George Wang – Chinese Hunter
- Evi Rigano – Victim
- Walter Williams – Martin
- Richard Armstrong – Cole
- Anita Sanders  – Relaxatorium Hostess
- Mickey Knox – Chet

## Producție
Scenariul filmului din 1965 La decima vittima  (A zecea victimă) a fost modificat față de povestire, schimbând rolurile dintre vânător și victimă. Vânătorul, jucat de Ursula Andress, îi este desemnată o a 10-a victimă, dar aparent nu reușește s-o recunoască. Victima, jucată de Marcello Mastroianni, o observă, dar nu știe dacă ea este într-adevăr un vânător. Cei doi se îndrăgostesc unul de celălalt și se dezvăluie că ea încearcă de fapt să aranjeze "uciderea perfectă", organizând sponsorizări cu o companie de ceai.